# 交響曲第71番 (ハイドン)
交響曲第71番 変ロ長調 Hob. I:71 は、フランツ・ヨーゼフ・ハイドンが1780年に作曲した交響曲。

## 楽器編成
フルート1、オーボエ2、 ファゴット1、 ホルン2、弦五部。

## 楽章構成
全4楽章、演奏時間は約33分。
- 第1楽章 アダージョ - アレグロ・コン・ブリオ
変ロ長調、4分の4拍子 - 4分の3拍子、ソナタ形式。

「シュトゥルム・ウント・ドラング（疾風怒濤）期」を連想させる、暗い響きの弦楽合奏によるアダージョのゆったりとした4分の4拍子の序奏の後、4分の3拍子の軽快優美な主題によるアレグロ・コン・ブリオに移行する。この主部において、明快な主題の間に暗色の弦楽合奏の動機が割り込む。動機の推移には卓越した対位法が使われる[1]。

- 第2楽章 アダージョ
ヘ長調、4分の2拍子、変奏曲形式。
4つの変奏およびコーダである。主題と第1変奏は弱音器をつけたヴァイオリンで演奏される。第2変奏はフルートとファゴットの二重奏であり、第3変奏は16分音符の3連符が駆使される。最後の第4変奏はよくあるように最初の主題の再現になっているが、ここでハイドンは楽想を発展させ、カデンツァのようなパッセージも盛り込んでいる[1]。

- 第3楽章 メヌエット - トリオ
変ロ長調、4分の3拍子。
トリオの部分ではバス部のピッツィカートを伴奏にした2つのヴァイオリンによる独奏部が用意されている[1]。

- 第4楽章 フィナーレ：ヴィヴァーチェ
変ロ長調、4分の4拍子、ソナタ形式。
軽快な音楽で、管楽器による終結主題も魅力的である。展開部は変ニ長調という意外な調ではじまり、すぐに短調に変わる。

## 注記
1. 1 2 3  Brown, A. Peter, The Symphonic Repertoire (Volume 2). Indiana University Press (ISBN 025333487X), pp. 184-186 (2002).